# Villagrán, Guanajuato
Villagrán är en ort i Mexiko.   Den ligger i kommunen Villagrán och delstaten Guanajuato, i den centrala delen av landet, 230 km nordväst om huvudstaden Mexico City. Villagrán ligger 1 734 meter över havet och antalet invånare är 24 155.
Terrängen runt Villagrán är huvudsakligen platt, men åt sydost är den kuperad. Runt Villagrán är det ganska tätbefolkat, med 222 invånare per kvadratkilometer. Närmaste större samhälle är Celaya, 18,9 km öster om Villagrán. Trakten runt Villagrán består till största delen av jordbruksmark.